# David Alan Gore
David Alan Gore (21 de agosto de 1953 – 12 de abril de 2012) foi um serial killer americano que confessou e foi sentenciado por seis assassinatos em Vero Beach e na Indian River County, na Flórida, nos anos de 1980. David foi executado via injeção letal em 2012, tendo ficado no corredor da morte do Estado da Flórida por 28 anos.
David tinha um comparsa, o seu primo Fred Waterfield, e os dois foram denominados de "primos assassinos".  Fred foi condenado por dois assassinatos e atualmente está cumprindo duas penas de prisão perpétua.
Em 1976 (antes de cometerem quaisquer assassinatos), a polícia prendeu e interrogou tanto David quanto Fred depois que Angela Hommell Austin (de 20 anos de idade) os acusou de estupra-la à mão-armada. Os irmãos insistiram que o sexo foi consensual e eles não foram processados por este caso. David perseguiu pelo menos mais quatro mulheres, que escaparam vivas.

## Histórico
David Alan Gore nasceu em 21 de agosto de 1953, na Flórida. Quando ele era adolescente, ele foi despedido de seu primeiro emprego como atendente em um posto de gasolina depois que o seu chefe descobriu um buraco na parede que permitia a David espiar dentro do banheiro feminino. David se tornou auxiliar do delegado e usou o seu cargo para cometer alguns de seus crimes. David também trabalhou como zelador em um pomar de cítricos. O lugar tinha uma área isolada, que David usava para estuprar e assassinar suas vítimas.
Fred Waterfield nasceu em 29 de setembro de 1952 em Nova Jersey. Ele era um antigo jogador de futebol americano.
David e Fred tinham um trato, onde David iria localizar, seguir e seduzir potenciais vítimas para ele e Fred, em troca de pagamento em dinheiro de seu primo.

## Vítimas

### Hsiang Huang Ling e Ying Hua Ling
As duas primeiras vítimas de assassinato de David e Fred foram Ying Hua Ling (de 17 anos) e a sua mãe Hsiang Huang Ling (de 48 anos). Em 19 de fevereiro de 1981, David apresentou o seu distintivo de auxiliar da polícia a Ying Ling para atraí-la até a sua caminhonete, e após, ele a levou de para a casa dela. Lá, ele encontrou Hsiang Ling e sequestrou ambas. David alegou que a mãe, amarrada a uma árvore, sufocou lentamente até a morte, enquanto ele e Fred estupravam a sua filha. Os dois desmembraram ambas as mulheres e enfiaram partes de seus corpos em barris de óleo, aos quais eles enterraram.

### Judith Kay Daley
A terceira vítima dos assassinos foi Judith Daley (de 35 anos), uma moradora de Fort Pierce, que veio da Califórnia para visitar a Flórida. Em 15 de julho de 1981, David avariou o carro de Judith, que estava estacionado na praia, sem que ela notasse, e então ofereceu uma carona para o telefone público mais próximo. David levou Judith para uma área isolada e encontrou Fred lá, onde ambos os homens a violentaram. David alega que desovou o corpo de Judith em um pântano.
Uma semana depois do assassinato de Judith, David falhou em seduzir uma adolescente usando o seu distintivo. O pai da menina preencheu uma reclamação e David foi destituído de seu cargo. Dias depois, a polícia avistou David dentro do carro de uma mulher, no banco traseiro, portando um scanner da polícia, algemas e uma pistola. David foi processado por invasão de propriedade particular à mão armada e foi sentenciado a cinco anos de cadeia, mas foi solto mediante liberdade condicional em março de 1983.

### Barbara Ann Byer e Angelica LaVallee
Em 20 de março de 1983, David e Fred encontraram as meninas Angelica LaVallee e Barbara Ann Byer (ambas com 14 anos) pedindo carona para Orlando e as abduziram. David e Fred as estupraram, mataram e desmembraram ambas as garotas. Esses foram os únicos dois crimes aos quais Fred foi processado, e ele foi sentenciado a duas penas de prisão perpétua por esses dois assassinatos.

### Lynn Elliott e Regan Martin
As estudantes Lynn Elliott (de 17 anos) e Regan Martin (de 14 anos), da escola Vero Beach High School, estavam pedindo carona para a praia de Wabasso quando David e Fred as pegaram em 26 de junho de 1983. Eles levaram as garotas para uma casa de propriedade dos pais de David. Fred saiu em seguida, assustado por ter visto a sua irmã na rua durante o trajeto. David contou a polícia que ele compeliu e colocou as meninas em quartos separados antes de molestá-las.
Enquanto ele abusava de Regan, Lynn Elliot, que estava nua e com as mãos amarradas nas costas, escapou até a calçada da casa, até o momento em que ela perdeu o equilíbrio e caiu. De acordo com David: "Eu continuei correndo atrás dela até que ela escorregou e caiu, e então eu a alcancei". David contou a polícia que ele "começou a arrastá-la de volta e ela estava tentando resistir e lutar, então, eu a joguei no chão. Foi ai que eu atirei na cabeça dela".
David atirou nela duas vezes à queima-roupa, apenas para perceber que um garotinho da vizinhança que estava andando de bicicleta presenciou todo o incidente. O garotinho avisou a polícia, o que acarretou em uma perseguição de 90 minutos entre David e a força policial. A polícia prendeu David e resgatou Regan, que foi encontrada no sótão da casa nua, algemada e com fios elétricos amarrados nas pernas.
Em 7 de dezembro de 1983, David levou a polícia até os restos de três de suas seis vítimas de assassinato. Essas vítimas eram Barbara Ann Byer, Hsiang Huang Ling e sua filha Ying Hua Ling. Ele também admitiu ter matado três meninas e duas mulheres.

## Linha do tempo
Em 10 de agosto de 1983, o júri condenou David por assassinato em primeiro grau com duas agravantes de sequestro e importunação sexual.
Em 6 de janeiro de 1984, o local do julgamento de David foi alterado da Vero Beach para St. Petersburg, na Flórida. Dois meses depois, em 16 de março de 1984, o júri o condenou por assassinato em primeiro grau e depois de 11 votos contra 1, ele recebeu a pena de morte.
Em 22 de agosto de 1985, a Suprema Corte confirmou a sentença de assassinato em primeiro grau e pena de morte.
Em 21 de janeiro de 1985, Fred Waterfield foi condenado pelos assassinatos de Barbara e Angélica, e recebeu duas penas de prisão perpétua consecutivas.
Em 3 de março de 1988, o governador Bob Martinez assinou o pedido de execução da pena de David.
Em 5 de julho de 2007, a Suprema Corte da Flórida confirmou a pena de morte de David.

## Morte
David foi executado via injeção letal às 18:19 e uma terça feira, em 12 de abril de 2012, após esgotar todos os meios de recurso cabíveis. Enquanto David estava amarrado a uma maca na câmara mortuária do corredor da morte, ele disse: "Me desculpe. Eu tenho remorso... Eu não sou o homem que eu era naquela época. Eu não tenho medo da morte."